# Tabogon
Tabogon ist eine philippinische Stadtgemeinde in der Provinz Cebu.
Sie hat 39.013 Einwohner (Zensus 1. August 2015).

## Baranggays
Tabogon ist politisch in 25 Baranggays unterteilt.
| - Alang-alang - Caduawan - Kal-anan - Camoboan - Canaocanao - Combado - Daantabogon - Ilihan - Labangon - Libjo - Loong - Mabuli - Managase | - Manlagtang - Maslog - Muabog - Pio - Poblacion - Salag - Sambag - San Isidro - San Vicente - Somosa - Taba-ao - Tapul |